# Les Grands Moyens (film)
Pour l’article homonyme, voir Les Grands Moyens.
Pour plus de détails, voir Fiche technique et Distribution.
Les Grands Moyens est une comédie policière réalisée par Hubert Cornfield en 1976, d'après un roman de Charles Exbrayat.

## Synopsis
Dans la banlieue de Nice sévit le clan Conségude, des cousins corses sous la tutelle du parrain Camille Conségude. Un jour, ils exécutent froidement l'inspecteur de police Antoine Giafferi, son épouse et son père. Le commissaire Compana chargé de l'enquête et corse également, soupçonne de suite le clan Conségude, mais ne peut rien faire, les alibis paraissant solides. Aux obsèques des victimes, Compana fournit, l'air de rien, les photos du clan à Basilia, la mère de la victime. Celle-ci va organiser la vengeance, avec l'aide précieuse de ses deux sœurs. Tous les moyens seront employés : grenade de la guerre de 14, arsenic, marteau, voiture sabotée, un seul en réchappera provisoirement.

## Fiche technique
- Titre : Les Grands Moyens
- Réalisateurs : Hubert Cornfield
- Producteurs : Paul Claudon, Robert Woog, Carole Weisweiller
- Régisseur général : René Brun
- Régisseur adjoint : Jacques Francel
- Scénario : Richard Caron, Hubert Cornfield, d'après le roman de Charles Exbrayat Les Menteuses, paru en 1970
- Co-adaptations : Paul Gégauff, Jean Halain
- Musique : François de Roubaix
- Décors : Antoine Roman
- Photographie : Maurice Fellous
- Durée : 84 minutes
- Genres : Comédie et film de gangsters
- Dates de tournage :
- Pays de production :  France
- Date de sortie : 4 février 1976

## Distribution
- Hélène Dieudonné : Basilia Giafferi
- Yvette Maurech : Antonia
- Andrée de Beaumont : Barberine
- Roger Carel : le commissaire Honoré Compana
- Fernand Sardou : Camille Conségude, le patriarche
- Catherine Rouvel : Angélina, la compagne de Compana
- Agnès Gattegno : Petrina, la gouvernante de Giafferi
- Robert Castel : Hubert Lacagne, le patron du bistrot
- Lucette Sahuquet : Antoinette Lacagne
- Jean-Jacques Moreau : Fred Conségude
- Jean Panisse : Barnabé Conségude
- Charly Bertoni : Tino Conségude
- Charles "Coco" Orsini : Pascal Conségude
- Pierre Koulak : Esprit Conségude
- Gérard Berner : Castagnier, l'employé des Conségude
- Jackie Sardou : Josette Conségude
- Georges Claisse : Jacques Desvaux, l'adjoint du commissaire Compana
- Jacques Francel : le commissaire Louis Castelli
- Jean-Pierre Lorrain : un policier
- Jacques Strocchio : le gendarme, amant d'Angélina
- Henri Attal : un client du bar le Petit Bastia
- Michel Garnier : l'inspecteur Antoine Giafferi
- Daniel Auguste : le chauffeur de taxi
- Claude Rossignol : un client de la prostituée

## Tournage
C'est le dernier film tourné par la comédienne Hélène Dieudonné qui prit sa retraite des plateaux en 1976 et par le comédien Fernand Sardou, décédé d'une crise cardiaque le 31 janvier 1976. La sortie du film, le 4 février 1976, a lieu le jour même de ses obsèques.
C'est aussi le dernier film du compositeur François de Roubaix, auteur et interprète des musiques du film, décédé d'un accident de plongée le 21 novembre 1975.
Coco Orsini qui joue le rôle de Pascal Conségude était également éclairagiste sur le film.
Les obsèques des victimes se déroulent Place Rossetti dans le Vieux-Nice à côté de la Cathédrale Sainte-Réparate.
Le cimetière est celui du Château à Nice